# Courcelles-lès-Gisors
Courcelles-lès-Gisors är en kommun i departementet Oise i regionen Hauts-de-France i norra Frankrike. Kommunen ligger i kantonen Chaumont-en-Vexin som tillhör arrondissementet Beauvais. År 2022 hade Courcelles-lès-Gisors 811 invånare.

## Befolkningsutveckling
Antalet invånare i kommunen Courcelles-lès-Gisors
| Referens: INSEE |